# Jona von Ustinov
Pour les articles homonymes, voir Ustinov.
Le baron Jona von Ustinov (en russe : Иона Платонович Устинов), aussi connu sous le nom de Klop Ustinov (Клоп Устинов), né le 2 décembre 1892 à Jaffa (Empire Ottoman) et mort le 1er décembre 1962 à Eastleach (Royaume-Uni), est un espion allemand puis britannique, qui travailla pour le MI5 et le MI6 à l'époque du Troisième Reich.

## Biographie
Il est le fils du baron russe Plato von Ustinov (en), qui a émigré en Allemagne et de 	
Magdalena Hall 
N'appréciant pas son prénom, Jona prend le pseudonyme de « Klop ». Durant la Première Guerre mondiale, il combat du côté allemand sous la bannière du Wurtemberg, là où son père était installé. Il travaille ensuite dans les services secrets et, fin 1920, part pour l'Angleterre avec son épouse Nadia. Officiellement journaliste, il rompt cependant son allégeance à l'Allemagne en 1935 et rejoint le service de contre-espionnage britannique MI5 puis le service de renseignements MI6. En 1944, il est envoyé à Lisbonne, où il noue des contacts avec des Allemands opposés au régime hitlérien.
Il est le père de l'acteur Peter Ustinov.